# Asparuh Asparuhov
Asparuh Asparuhov (Sofia, 28 luglio 2000) è un pallavolista bulgaro, schiacciatore del Padova.

## Carriera

### Club
La sua carriera pallavolistica inizia nella stagione 2016-2017 nella liga bulgara con la squadra dello Slavia Sofia. L'annata successiva gioca con il SKV Montana dove ottiene il terzo posto nel campionato bulgaro e disputa la finale della coppa di Bulgaria. Successivamente si accasa al Klub Piłki Siatkowej Stocznia Szczecin partecipando al campionato di Plus Liga nella stagione 2018-2019. A causa dei problemi economici da parte del club polacco, che si è ritirato a dicembre 2018, il giocatore conclude la sua annata al SKV Montana. Si accasa al BluVolley Verona partecipando al campionato di Superlega nel 2019; nell'annata 2021-22 passa al neonato Verona, che raccoglia l'eredità sportiva del suo club precedente.
Nella stagione 2022-23 si accasa al Padova, sempre in Superlega.

### Nazionale
Nel 2016 entra a far parte della nazionale giovanile bulgara e partecipa agli Europei under 20 che si sono disputati in Bulgaria. L'anno successivo partecipa con la nazionale under 19 ai campionati europei di categoria svoltosi a Győr, in Ungheria e a Púchov, in Slovacchia.
Nell'annata 2020-2021 viene convocato con la nazionale maggiore e disputa le qualificazioni al campionato europeo maschile di pallavolo 2021, ottenendo il pass per partecipare all'Europeo 2021.